# Личностные адаптации
Личностные адаптации — это устойчивые черты характера, которые у человека сложились в процессе адаптации к внешнему миру.
Модель шести личностных адаптаций была создана независимо друг от друга двумя американскими авторами: Полем Варом и Тайби Кэлером.
Названы адаптации были Полем Варом опираясь на психиатрическую терминологию. Каждая из них является результатом реакции с помощью психологической защиты на определённый паттерн раннего опыта.
1. истерическая,
2. обсессивно-компульсивная,
3. шизоидная,
4. антисоциальная,
5. пассивно-агрессивная,
6. параноидальная.

Позже эта теория была дополнена и развита Вэнном Джоинсом и Ианом Стюартом. Их представления приведены в книге «Личностные адаптации». Джоинс и Стюарт предложили свои, альтернативные названия (в скобках названия Поля Вара), чтобы показать, что каждая адаптация нормальная и имеет положительные аспекты.
1. Креативные мечтатели (шизоидная),
2. Блистательные скептики (параноидная),
3. Очаровательные манипуляторы (антисоциальная),
4. Игривые упрямцы (пассивно-агрессивная),
5. Ответственные работоманы (обсессивно-компульсивная),
6. Чрезмерно реагирующие энтузиасты (истерическая).

Каждый человек имеет 2 адаптации: на выживание (первичная) и на одобрение (вторичная). Считается, что в стабильном состоянии человек обычно проявляет качества, свойственные своей вторичной адаптации, однако в ситуации стресса личность регрессирует до уровня защит своей более ранней, первичной адаптации на выживание. Каждой адаптации присущи один или несколько типов драйверов.

## Креативные мечтатели (шизоидная)
Это робкие люди, они не занимают много места, предпочитают быть одни, много не говорят. Они как будто живут в собственном мире. Иногда даже можно сказать, что они «не от мира сего».
Они опасаются, что могут перегрузить своих и без того тревожных и напряженных родителей, и поэтому решают никогда не создавать проблем. Они надеются на то, что если они не будут слишком требовательными, о них позаботятся и их потребности могут быть удовлетворены.
Главные драйверы:
«Будь сильным» и «Старайся изо всех сил»
Двери контакта (по Полю Вару):
Дверь контакта: ПОВЕДЕНИЕ.
Дверь-цель— это МЫШЛЕНИЕ.
Дверь-ловушка — ЧУВСТВА.

## Блистательные скептики (параноидная)
Аккуратные, точные, наблюдательные, обладающие блестящим мышлением, легко обучаемые, предсказуемые, понимающие суть вещей, внимательные к деталям. Реагируют на стресс подозрительностью, критикой, контролем, агрессией, повышенной чувствительностью, ревностью.
Они не доверяют окружающим. Стремятся всё контролировать. Колоссальная критичность мышления. Им сложно делегировать, поэтому берут всю ответственность на себя.
Главные драйверы:
«Будь лучшим» и «Будь сильным»
Двери контакта (по Полю Вару):
Открытая дверь — МЫШЛЕНИЕ.
Дверь-цель- ЧУВСТВА.
Дверь-ловушка — ПОВЕДЕНИЕ

## Очаровательные манипуляторы (антисоциальная)
Очень энергичные, целеустремленные, артистичные, привлекательные, харизматичные, обаятельные, волнующие. Производят впечатление очень уверенных людей. Но их отношение с миром заключается во фразе «В этом мире есть какая-то подстава» и из этого строится дальнейшая коммуникация с людьми. Он понимает, что если не будет прятать такую свою сущность, то его уничтожат. Поэтому этот человек похож на матрешку. Внутри злой гений. Снаружи — исключительно симпатичный, увлекательный, обаятельный, харизматичный.
Главные драйверы:
«Будь сильным» и «Радуй других»
Двери контакта (по Полю Вару):
Открытая дверь — ПОВЕДЕНИЕ.
Дверь-цель — ЧУВСТВА.
Дверь-ловушка тут точно МЫШЛЕНИЕ.

## Игривые упрямцы (пассивно-агрессивная)
Энергичные, преданные, игривые, настойчивые, взвешивают обе стороны вопросы, самостоятельно мыслят. Это настоящие скептики. Во всем сомневаются. Жалуются, что от них требуют невыполнимого. Пассивно препятствуют усилиям других. Игривые упрямцы рано понимают в своей жизни, обычно к трем годам, что каждый их шаг хотят контролировать. Они решают, что отныне никто и никогда не заставит их быть тем, кем они не являются, и делать то, чего они не хотят. Теоретически это хорошая идея, но на практике всю свою энергию они тратят на борьбу с другими, а не фокусируют внимание на том, как получить то, что им действительно нужно.
Главные драйверы:
«Торопись» и «Старайся изо всех сил»
Двери контакта (по Полю Вару):
Открытая дверь — ПОВЕДЕНИЕ, дверь-цель — ЧУВСТВА, а закрытая дверь — МЫШЛЕНИЕ.

## Ответственные работоманы (обсессивно-компульсивная)
Всегда думают что они недостаточно хороши, даже если сделали все, что могли. Они удивительно продуктивны и целеустремленны. Отлично работают в коллективе и превосходно проявляют себя на любой ответственной должности с большим объёмом работы. Работают до потери сознания. Боятся быть отвергнутыми. Делают то, что нужно другим. Очень стараются, а если не получается, решают что мало старались.
Главные драйверы:
«Будь лучшим»
Двери контакта (по Полю Вару):
Открытая дверь — МЫШЛЕНИЕ.
Дверь-цель — ЧУВСТВА.
Закрытая дверь — ПОВЕДЕНИЕ.

## Чрезмерно реагирующие энтузиасты (истерическая)
Это очень привлекательные и игривые люди. Они полностью сосредоточены на других, не на себе. Очень чувствительны к потребностям других, прекрасно принимают гостей. Женщины — классические хозяйки вечеринок, мужчины — душа общества. Им неуютно наедине с собой. Они всегда с кем-то, одни никуда не пойдут. Под воздействием стресса эгоцентричны, драматизируют ситуацию, растворяются в других. Они очень огорчаются и чрезмерно эмоционально реагируют, если их попытки порадовать Вас потерпели неудачу. Они путают внимание с любовью и часто теряют себя в отношениях, которые заканчиваются болью и отвержением.
Главные драйверы:
«Радуй других»
Двери контакта (по Полю Вару):
Открытая дверь— ЧУВСТВА.
Дверь-цель для них — МЫШЛЕНИЕ,
а закрытая дверь — ПОВЕДЕНИЕ.